# Anthyllis maritima
Anthyllis maritima là một loài thực vật có hoa trong họ Đậu. Loài này được Scweig. miêu tả khoa học đầu tiên.